# Honoré Ulbach
 (janvier 2020).
Honoré-François Ulbach est mort guillotiné sur la place de Grève à Paris le 10 septembre 1827 après avoir assassiné Aimée Millot au moyen d'un couteau de cuisine (acheté au ferrailleur Descartes le 25 mai de la même année).
Ulbach a assassiné Aimée Millot après qu'elle l'ait éloigné d'elle alors qu'il en était éperdument amoureux. Il n'a pas supporté qu'elle lui ait rendu les présents qu'elle avait reçus, suivant les conseils de la maîtresse de ferme chez qui elle logeait, qui doutait de la probité d'Honoré Ulbach. 
Il tua la jeune bergère vers 15 heures le 25 mai d'un coup de poing et de 5 coups de couteau qui l'ont fait agoniser durant près d'une heure sous la pluie de la rue Croulebarbe.
Il inspire à Victor Hugo le protagoniste anonyme du Dernier Jour d'un condamné.